# La crociata dei bambini
La crociata dei bambini, Op. 82, sottotitolato Ballata per voci di bambini e orchestra, è una composizione di Benjamin Britten.
Fu completata nel 1969, adattando Kinderkreuzzug 1939 di Bertold Brecht per coro di bambini con alcune parti soliste, strumenti a tastiera e una serie di percussioni, che vengono eseguite principalmente da bambini. Fu eseguita per la prima volta in una versione inglese nella Cattedrale di San Paolo a Londra il 19 maggio 1969.

## Storia
Benjamin Britten compose diverse opere per l'esecuzione di bambini. Scrisse La crociata dei bambini nell'ottobre e nel novembre 1968, ambientando una poesia narrativa di Bertold Brecht dal titolo Kinderkreuzzug 1939, tradotta da Hans Keller. Il compositore dichiarò che era stato interessato ad adattare quel testo per un po' di tempo e lo suggerì come il più appropriato quando venne contattato per comporre un'opera per il 50º anniversario del Save The Children Fund.
La crociata dei bambini fu eseguita, in una versione inglese, dai membri del Wandsworth School Choir, diretti da Russell Burgess, nella Cattedrale di San Paolo a Londra il 19 maggio 1969, come parte di una funzione commemorativa. Lo stesso anno l'esecuzione fu replicata nell'ambito dei Proms, in un concerto alla Royal Albert Hall il 31 agosto, con la Sinfonia n. 25 in sol minore di Mozart e la Sinfonia n. 6 "Patetica" di Čajkovskij.
Fu pubblicata da Faber Music nel 1970, dedicata a Hans Werner Henze.
I primi interpreti registrarono il lavoro nel 1970 per una raccolta di Britten Rarities, con il Wandsworth School Boys' Choir, tra i solisti Adrian Thompson, i pianisti Ian Cobb e John Clegg, l'organista Jonathan Smith e sei percussionisti. La prima esecuzione della versione tedesca ebbe luogo a Braunschweig nel 1980 da ragazze e ragazzi del Braunschweiger Jugendchor (Coro Giovanile di Braunschweig), diretti da Manfred Ehrhorn, seguita dalla prima registrazione in tedesco un anno dopo. È stata ristampata nel 2012.
Nel 2002 e 2003 il lavoro è stato registrato, insieme ad altra musica di Britten per bambini, dai Coristi della Christ Church Cathedral e i Worcester College Chapel Choristers, con Christian Wilson (piano), John Madden (percussioni e organo da camera) e l'Oxfordshire Youth Percussion Ensemble, diretto da Stephen Darlington. Una registrazione del 2015 del Mädchenchor di Hannover diretta da Gudrun Schröfel ha combinato il lavoro con A Ceremony of Carols di Britten.

## Argomento
L'argomento è un gruppo di bambini in Polonia durante la seconda guerra mondiale in cerca di pace. È stato, dopo il War Requiem di Britten, un altro lavoro ispirato alle sue convinzioni pacifiste, che sottolineava la "futilità della guerra, testimoniata attraverso gli occhi di un gruppo di coraggiosi bambini polacchi di fronte a difficoltà schiaccianti", basata sull'immaginario di Brecht.

## Musica
Britten ha scritto la parte vocale per un coro di ragazzi, con nove parti soliste. L'orchestra comprende una batteria di percussioni, due pianoforti e un organo elettronico o portatile. Il lavoro richiede circa 19 minuti l'esecuzione. Le percussioni sono pensate per essere suonate dai bambini con l'aiuto di pochi adulti. I pianoforti e l'organo sono progettati per stabilire l'altezza. L'opera è stata considerata come "un tetro messaggio pacifista" e un "brano musicale assolutamente serio, abilmente progettato in modo da coinvolgere quanti più bambini possibile nel trasmettere il messaggio piuttosto disperato e cupo della poesia di Brecht".